# Onopordum illyricum
L'onopordo maggiore (Onopordum illyricum L., 1753) è una pianta erbacea angiosperma dicotiledone della famiglia delle Asteracee.

## Descrizione
È una pianta erbacea biennale o perenne, con fusti alti sino a 2 m, alati e spinosi.

Le foglie basali sono pennato-partite o pennatosette, spinose, ricoperte da una fitta peluria biancastra; quelle cauline decorrenti sul fusto, con divisioni laterali spinose, lunghe fino a 2 cm.

L'infiorescenza è un capolino globoso terminale, con fiori tubulosi porporini, o molto raramente bianchi.

Il frutto è una cipsela con solchi trasversali e con pappo setoloso.
Il numero cromosomico è 2n=34.

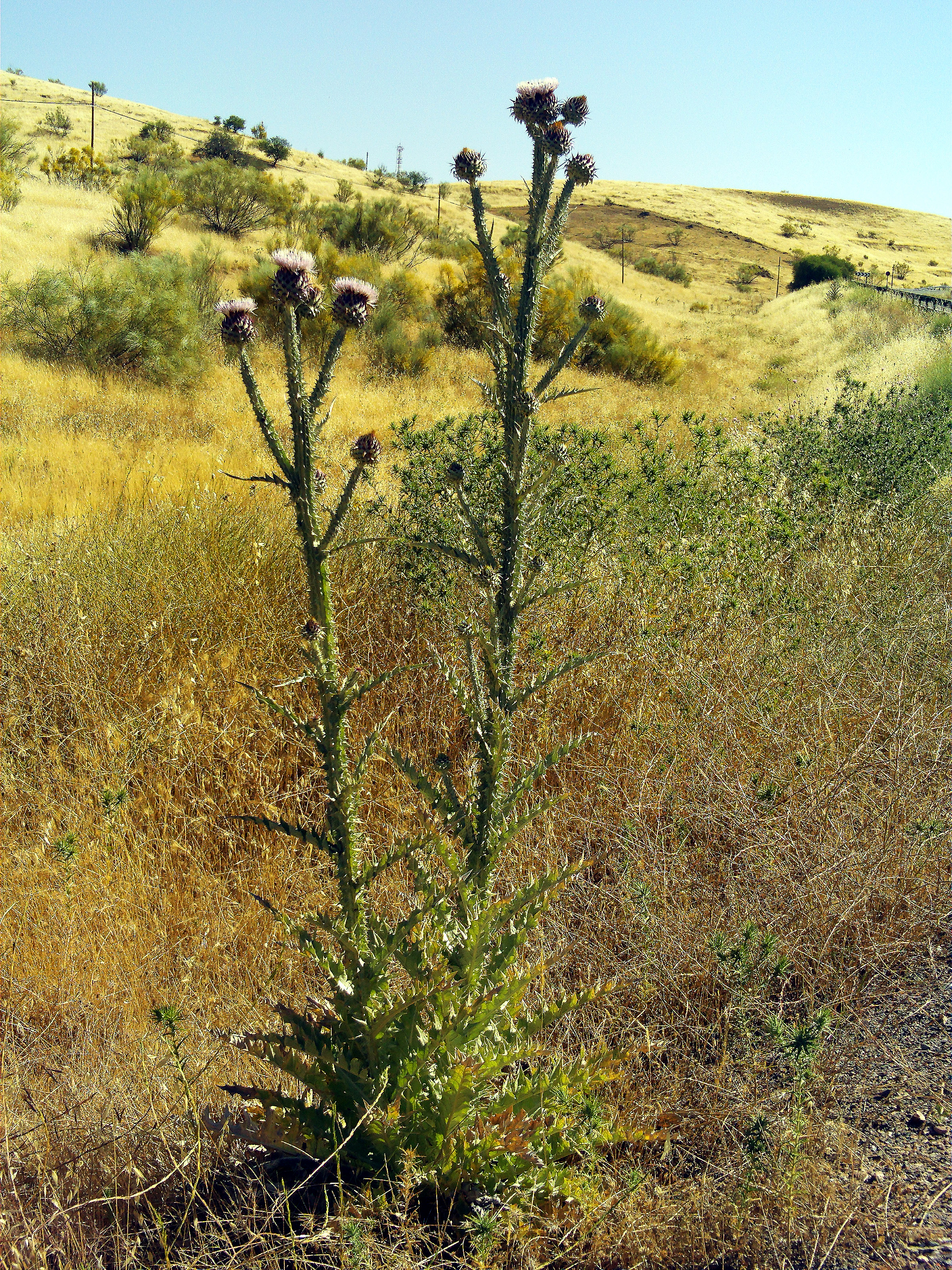
Portamento
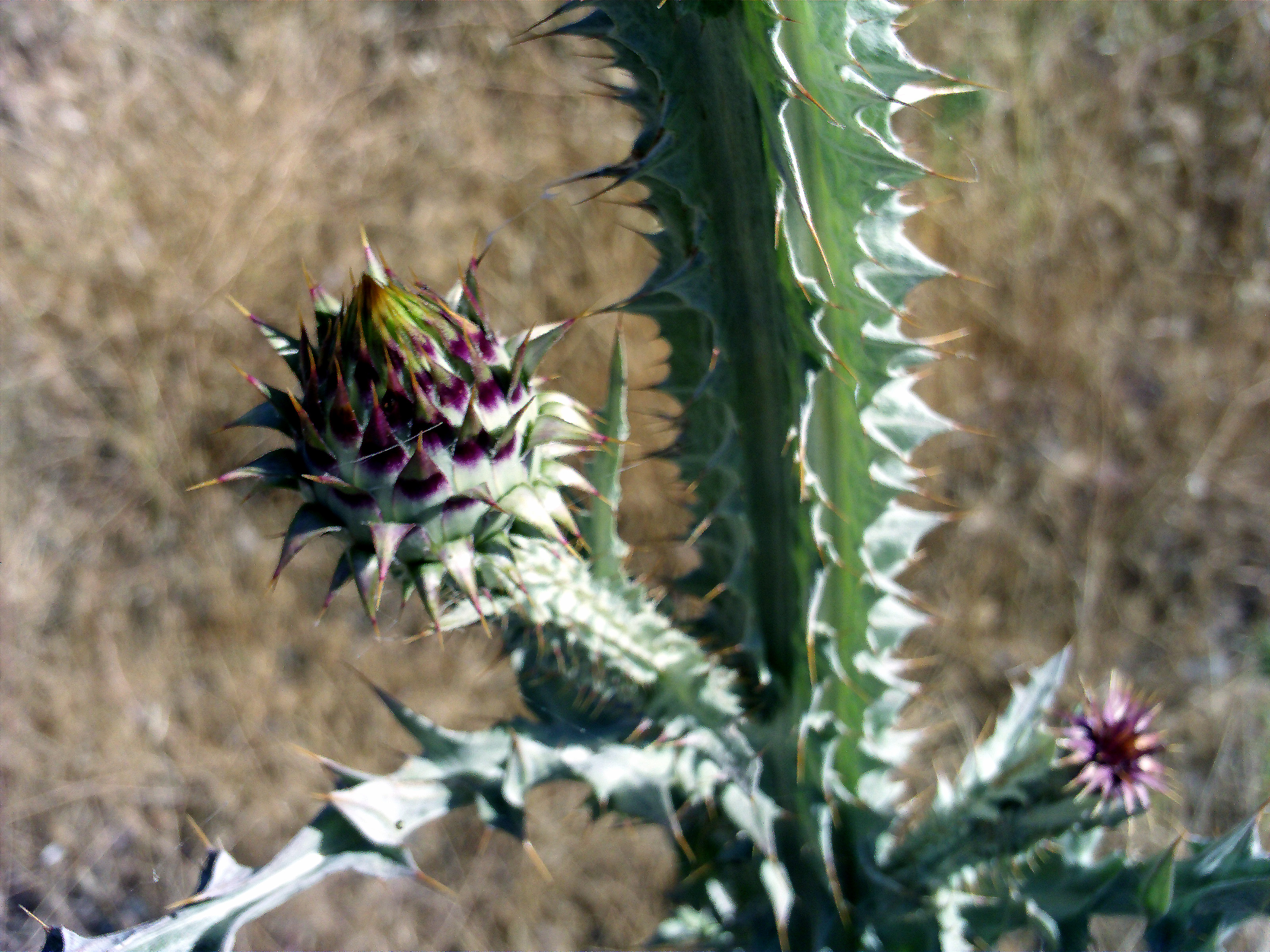
Dettaglio del fusto
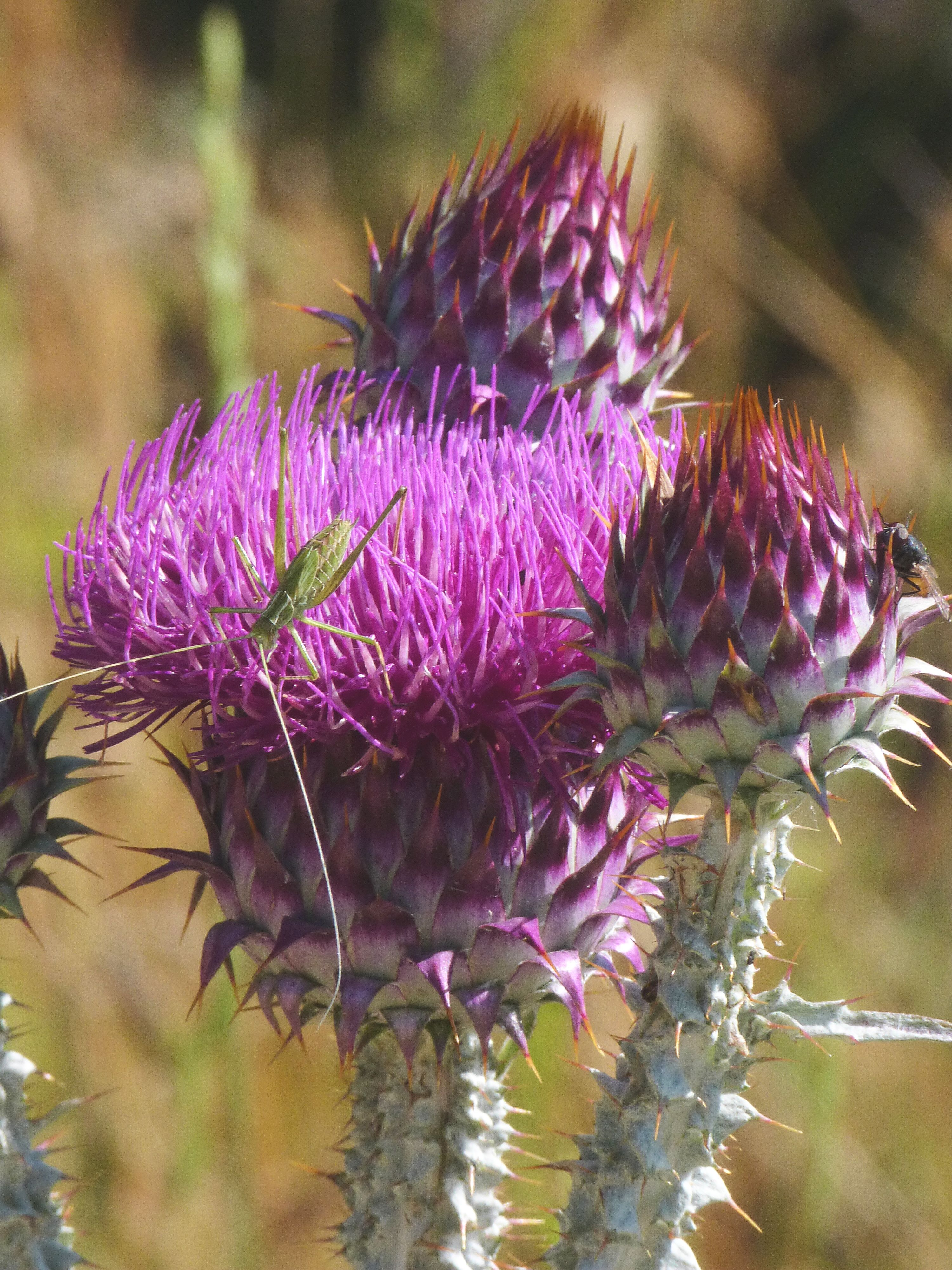
Capolini
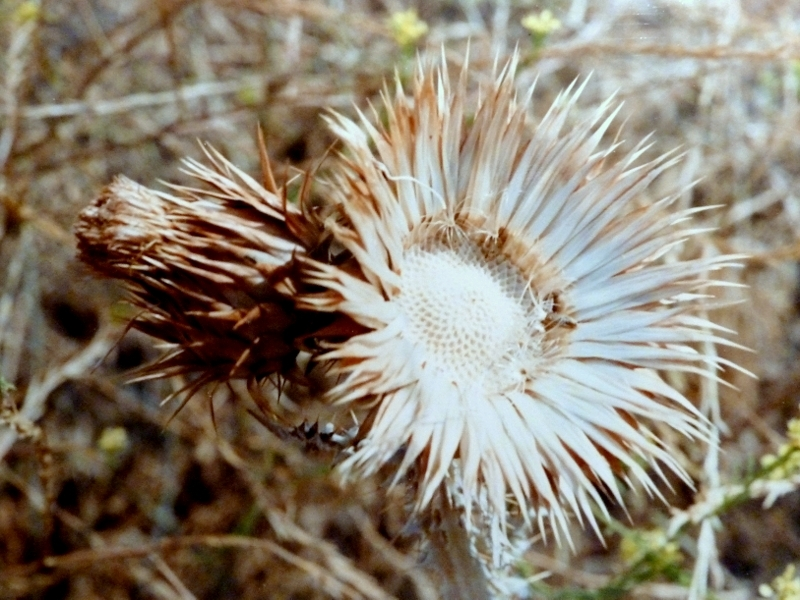
Capolino dopo la disseminazione

## Distribuzione e habitat
Onopordum illyricum è diffuso sul versante settentrionale del bacino del Mediterraneo, dal Portogallo al Libano, comprese isole Baleari, Corsica, Sardegna, Sicilia e Creta. La specie è stata introdotta e si è naturalizzata in Australia e in California ove è considerata una specie invasiva.
Cresce nella prateria mediterranea, nei campi incolti, lungo i bordi delle strade.

## Biologia
Si riproduce per impollinazione entomogama e la disseminazione è garantita dal vento (dispersione anemocora).

## Tassonomia
La famiglia di appartenenza di questa voce (Asteraceae o Compositae, nomen conservandum) probabilmente originaria del Sud America, è la più numerosa del mondo vegetale, comprende oltre 23.000 specie distribuite su 1.535 generi, oppure 22.750 specie e 1.530 generi secondo altre fonti (una delle checklist più aggiornata elenca fino a 1.679 generi). La famiglia attualmente (2021) è divisa in 16 sottofamiglie.
La tribù Cardueae (della sottofamiglia Carduoideae) a sua volta è suddivisa in 12 sottotribù (la sottotribù Onopordinae è una di queste).
Il genere Onopordum contiene 60 specie, 6 delle quali fanno parte della flora spontanea dell'Italia.

### Filogenesi
Attualmente il genere Onopordum appartiene alla sottotribù Onopordinae. Le specie della sottotribù Onopordinae in precedenti trattamenti erano descritte all'interno del gruppo informale (provvisorio da un punto di vista tassonomico) "Onopordum Group". Il gruppo delle Onopordinae, nell'ambito della tribù, occupa una posizione centrale tra le sottotribù Staehelininae e Carduinae. L'età di divergenza della sottotribù può essere posizionata tra i 17 e i 13 milioni di anni fa.
La posizione tassonomica del genere Onopordum ha subito più di un cambiamento. A metà del Novecento era posizionato nella tribù delle Cynareae (sottofamiglia Tubiflorae). Successivamente (verso gli anni ottanta dello scorso secolo) il botanico e tassonomista Arthur Cronquist (1919 – 1992) nella sua schematizzazione delle angiosperme (Sistema Cronquist) lo ha posizionato nella sottotribù Carduinae (tribù Cardueae, sottofamiglia Cichorioideae). L'attuale sistema di classificazione Angiosperm Phylogeny Group (classificazione APG) basato su analisi di tipo filogenerico molecolare pur mantenendo valida la sua posizione nella sottotribù e nella tribù del Sistema Cronquist, lo ha trasferito in una nuova sottofamiglia: Carduoideae.
Nell'ambito della sottotribù, divisa in due cladi principali, il genere di questa voce fa parte del primo clade. È il primo gruppo ad essersi separato dal resto della sottotribù.
Sono note due sottospecie:
- Onopordum illyricum subsp. illyricum L.
- Onopordum illyricum subsp. cardunculus (Boiss.) Arènes

## Usi
Il ricettacolo carnoso del capolino è commestibile ed ha un sapore dolce e gradevole simile al carciofo. I fusti e le coste delle foglie, mondati delle spine, possono essere fritti in pastella.